# Hột Thạch Liệt Hồ Thất Môn
Hột Thạch Liệt Hồ Thất Môn (chữ Hán: 纥石烈胡失门, ? – 1223), họ Hột Thạch Liệt (紇石烈), thuộc tộc người Nữ Chân và là đại thần cuối thời nhà Kim.
Hồ Thất Môn vốn xuất thân từ chức mãnh an Thượng Kinh lộ. Năm Minh Xương thứ 5 đời Kim Chương Tông (1194), ông thi đậu tiến sĩ, lần lượt trải qua các chức quan như Thượng thư tỉnh Lệnh sử, Trung Đô lộ Chi Độ phán quan, Hà Bắc Đông lộ Đô Câu phán quan, Hàn lâm trực học sĩ, Đại lý khanh và Hữu Gián nghị đại phu.
Năm Hưng Định thứ 2 đời Kim Tuyên Tông (1218), triều Kim đem quân thảo phạt Nam Tống, ông là quan Tham nghị dưới trướng Nguyên soái Tả đô giám Hột Thạch Liệt Nha Ngô Tháp, đi theo quân Kim nam chinh. Về sau đổi qua làm đồng Tri phủ sự phủ Chương Đức. Rồi thăng làm Lại bộ Thượng thư lần thứ năm. Năm Hưng Định thứ 5 (1221), ông được bổ nhiệm làm Ngự sử đại phu. Năm Nguyên Quang đầu tiên (1222), ông kiêm chức Đại tư nông. Năm Nguyên Quang thứ 2 (1223), ông bị bệnh mất khi đang tại chức.